# Slivník
Slivník (em húngaro: Szilvásújfalu) é um município da Eslováquia, situado no distrito de Trebišov, na região de Košice. Tem 11,31 km² de área e sua população em 2018 foi estimada em 767 habitantes.

## Demografia
| Ano:        | 1994 | 2004 | 2014   | 2024   |
| ----------- | ---- | ---- | ------ | ------ |
| Broj ljudi: | 800  | 784  | 772    | 760    |
| Razlika:    |      | -2%  | -1,53% | -1,55% |

| Ano:               | 2023 | 2024   |
| ------------------ | ---- | ------ |
| Número de pessoas: | 755  | 760    |
| Diferença:         |      | +0,66% |